# Kaisertor

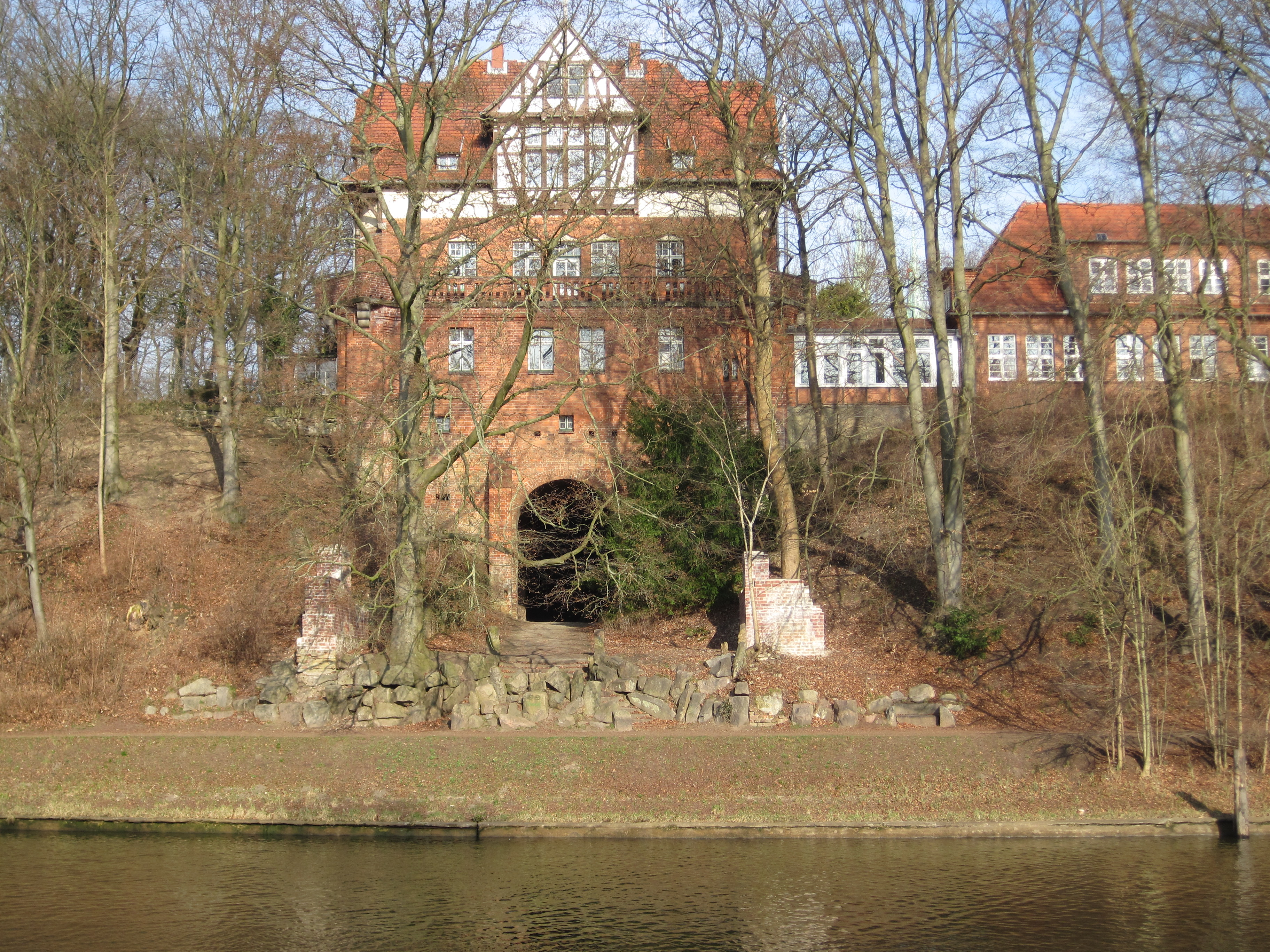
Ansicht des Kaisertors vom Elbe-Lübeck-Kanal

Das Kaisertor bei der Einweihung des Elbe-Lübeck-Kanals durch Wilhelm II. am 26. August 1900

Das Kaisertor ist ein Teil der ehemaligen Stadtbefestigungsanlage Lübecks.

## Turm und Tor
Zum Schutz des neuen Mühlendammes und der eingebauten lebenswichtigen Wassermühlen errichtete die Stadt um 1300 zwei Wehrtürme, den Buten- und den Kaiserturm. Der Butenturm (buten „außen“) wurde bereits Ende des 16. Jahrhunderts abgebrochen und durch einen runden Geschützturm, den „Runden Zwinger“ oder „Fischerturm“ ersetzt. Den Kaiserturm – angeblich nach seinem Erbauer so bezeichnet – flankierten Schutzwälle. Durch einen Tortunnel gelangten die Passanten in einen Zwinger. Von ihm führte eine Brücke über den Wassergraben ins Vorland. Dieser Torausgang wurde im Gegensatz zu den Mühlentoren wenig genutzt, so dass ihn der Rat um 1500 zumauern ließ. Dies geschah nicht, wie eine Sage glaubhaft machen will, weil Kaiser Karl IV. das Tor 1375 durchschritt und nach ihm keiner mehr hindurchschreiten sollte.
Der eigentliche Grund sei ein Streit zwischen dem Rat und den Domherren gewesen, berichtet der Chronist Hans Regkmann um 1540. Die Domherren wollten den Weg über den Mühlendamm verbieten oder aber beim Passieren Zoll erheben. Trotz eines Einspruchs des Senats habe das Domkapitel auf seinem Anliegen bestanden, das Tor zugemauert und die Brücke abgebrochen.
Als im 17. Jahrhundert die Wehranlagen verstärkt wurden, legte der Wallbaumeister eine weit vorspringende Bastion, die „Bastion Kaiser“ vor den Turm. In den ausgebauten Kasematten wurde Pulver gelagert. Den Turm selbst, der zur Verteidigung gegen neuzeitliche Geschütze sinnlos geworden war, brach man bis auf einen Stumpf ab, der den Wall vier Meter überragte. 

## Seefahrtschule
Im 19. Jahrhundert wurde ihm ein Obergeschoss aufgesetzt. Hier zog 1826 die Navigationsschule, die spätere Seefahrtschule Lübeck ein. Als 1897 beim Bau des Elbe-Lübeck-Kanals die „Bastion Kaiser“ durchschnitten und dabei die Zwingerruine freigelegt wurde, öffnete man auch das zugemauerte Tor und machte es zur Wallstraße hin durchgängig. Am 26. August 1900 durchschritt Kaiser Wilhelm II. das Kaisertor, um an Bord der Lubeca auf der Fahrt zum Stadthafen die Schifffahrt auf dem Elbe-Lübeck-Kanal zu eröffnen.
Ergänzt wurde die Anlage seit 1926/36 durch einen Anbau im Stil der Heimatschutzarchitektur.

## Sanierung
Nach dem Auszug der Seefahrtschule wurde das denkmalgeschützte Gebäude durch verschiedene Mieter genutzt. Von Oktober 1993 bis November 2011 war das mathematische Institut der Universität zu Lübeck Mieter. Der Plan, es zum Standort der Jugendbauhütte Lübeck zu machen, wurde 2011 nicht umgesetzt. Zwischenzeitlich wurde das erste Polizeirevier Lübeck in der Seefahrtschule untergebracht, während die Dienststelle in der Mengstraße renoviert wurde. Seit Frühjahr 2015 diente es als Unterkunft für Flüchtlinge.
Seit 2017 befindet sich der Komplex im Besitz der stadteigenen Gesellschaft KWL. Die KWL plant derzeit (2021) eine Instandsetzung und sucht nach neuen Nutzern. Als möglicher Nutzer ist der Bereich Archäologie und Denkmalpflege der Hansestadt Lübeck im Gespräch.